# Вобликов, Александр Иванович
Александр Иванович Вобликов (1922—1985) — подполковник Советской Армии, лётчик-испытатель, участник Великой Отечественной войны, Герой Советского Союза (1971).

## Биография
Родился 26 ноября 1922 года в селе Петровка (ныне — Неклиновский район Ростовской области). В 1940 году он окончил Ростовскую спецшколу военно-воздушных сил. В августе 1940 года Вобликов был призван на службу в Рабоче-крестьянскую Красную Армию. В 1941 году он окончил военную авиационную школу лётчиков в Кировабаде. В 1941—1944 годах Вобликов был лётчиком-инструктором 10-го западного авиаполка. В мае-августе 1942 года находился на боевой стажировке, командовал звеном 800-го штурмового авиаполка Юго-Западного фронта, летал на штурмовике Ил-2, совершил 9 боевых вылетов.
В 1945 году Вобликов окончил Полтавскую высшую офицерскую школу штурманов военно-воздушных сил, которая в то время располагалась в Краснодаре, и продолжил службу в Советской Армии. В 1948—1951 годах он был лётчиком-инструктором учебно-тренировочного центра военно-воздушных сил в Воронеже. В 1951—1958 годах он был лётчиком-испытателем военной приёмки Воронежского авиационного завода, испытывал реактивные бомбардировщики Ил-28 и Ту-16, пассажирский самолёт Ан-10, а также их различные модификации. В июле 1958 года в звании подполковника Вобликов был уволен в запас.
В 1958—1982 годах Вобликов был лётчиком-испытателем Воронежского авиационного завода. Проводил испытания пассажирского самолёта Ан-10, военно-транспортного самолёта Ан-12, дальнего истребителя-перехватчика Ту-128, реактивных пассажирских самолётов Ту-144 и Ил-86, а также их различные модификации.
Указом Президиума Верховного Совета СССР от 26 апреля 1971 года за «мужество и героизм, проявленные при испытании новой авиационной техники» Александр Вобликов был удостоен высокого звания Героя Советского Союза с вручением ордена Ленина и медали «Золотая Звезда» за номером 11396.
Уйдя с лётной работы, Вобликов работал начальником лётно-испытательной станции Воронежского авиазавода. Проживал в Воронеже, скончался 13 апреля 1985 года, похоронен на Коминтерновском кладбище Воронежа.
Заслуженный лётчик-испытатель СССР (1963). Награждён 2 орденами Ленина, орденами Октябрьской Революции, Красного Знамени, Отечественной войны 1-й степени, тремя орденами Красной Звезды, а также рядом медалей. В память Вобликова на доме, где он жил в Воронеже, установлена мемориальная доска.